# Welch Company
Welch Company war ein US-amerikanischer Hersteller von Automobilen.

## Unternehmensgeschichte
Das Unternehmen wurde 1909 in Detroit in Michigan gegründet. Es bestand eine Verbindung zur Welch Motor Car Company aus Pontiac. 1910 begann die Produktion von Automobilen. Der Markenname lautete Welch-Detroit. Konstrukteur war A. B. C. Hardy, der vorher für die Flint Automobile Company tätig war.
Im Sommer 1909 kam es zu einer Verbindung mit General Motors. 1910 erfolgte die Übernahme.
1911 endete die Produktion. General Motors verlegte die Fabrikausstattung in das ehemalige Werk der Rainier Motor Car Company nach Saginaw und brachte 1912 als Nachfolgemarke Marquette auf den Markt.

## Fahrzeuge
Im Angebot stand nur das Model S. Es hatte einen Vierzylindermotor. Im ersten Jahr war er mit 40 PS angegeben und danach mit 45/50 PS. Das Fahrgestell hatte 310 cm Radstand. Im ersten Jahr gab es nur offenen Tourenwagen mit sieben Sitzen. 1911 ergänzten eine Limousine und ein Landaulet mit ebenfalls sieben Sitzen das Karosserieangebot.

## Modellübersicht
| Jahr | Modell  | Zylinder | Leistung (PS) | Radstand (cm) | Aufbau                                                       |
| ---- | ------- | -------- | ------------- | ------------- | ------------------------------------------------------------ |
| 1910 | Model S | 4        | 40            | 310           | Tourenwagen 7-sitzig                                         |
| 1911 | Model S | 4        | 45/50         | 310           | Tourenwagen 7-sitzig, Limousine 7-sitzig, Landaulet 7-sitzig |